# Red Canids Kalunga
RED Canids Kalunga é uma organização de esportes eletrônicos brasileira criada com a aquisição da equipe da INTZ RED pelo empresário Felippe Corradini em 2015. Fundado inicialmente como RED Canids, a organização tem um foco maior em competições de League of Legends, onde atua desde 2016 no Campeonato Brasileiro de League of Legends (CBLOL), tendo conquistado três vezes o campeonato. A equipe representou o Brasil no único evento de League of Legends a nível mundial realizado em solo brasileiro, o Mid-Season Invitational de 2017. Em 2018, a RED Canids realizou a parceria com a empresa de comércio Kalunga, adotando a marca ao nome do time. Em 6 de dezembro de 2022, o empresário e influenciador digital Pedro Rezende se juntou à sociedade da empresa.

## League of Legends

### História

#### 2015
Após anúncio da Riot Games informando que nenhuma organização poderia ter mais de uma equipe no CBLOL, a INTZ, uma das organizações a possuir 2 equipes no torneio, opta por vender sua segunda equipe, a INTZ Red, a um "grupo de investidores" que modificam o nome desta para RED Canids. Depois que algumas notícias revelaram que os donos da equipe ainda estavam relacionados à INTZ, a Riot ordenou que a organização INTZ vendesse/transferisse uma das equipes, ou perderia sua vaga no CBLOL de 2016. Finalmente, antes do início do torneio, a INTZ vendeu a RED Canids para o proprietário da Brasil Mega Arena, Felippe Corradini.

#### 2017
Após seu primeiro ano figurando entre as últimas colocações do CBLOL, a RED Canids decide reunir jogadores que estavam sendo largados por outras equipes, o elenco ficou conhecido como "time dos renegados" e possuía nomes hoje grandes no cenário brasileiro, como:
- brTT, jogador com mais títulos, largado pela paiN Gaming na época;
- YoDa, querendo se provar como jogador profissional, era visto somente como criador de conteúdo pela comunidade;
- Tockers, o campeão do CBLOL na época, porém ofuscado pelos seus ex-companheiros, largado pela INTZ;
- Robo e Nappon, ambos largados pela Keyd Stars em meio a um bootcamp para dar lugar a Yang e Revolta, atuais campeões pela INTZ na época;
- Dioud, largado no final de 2015 pela paiN Gaming, passou o ano de 2016 ajudando a RED Canids;
- Sacy, novato no cenário, iria se tornar campeão mundial de Valorant.
Com a experiência de brTT, Robo, Nappon e principalmente, Tockers, o time conquista a primeira etapa do CBLOL de 2017 em cima da Keyd Stars, garantindo a vaga no Mid-Season Invitational de 2017, ocorrido em São Paulo e no Rio de Janeiro e no Rift Rivals da América do Sul, onde venceram o torneio. Após perderem a segunda etapa nas semifinais e diversas discussões, a equipe é desfeita, só restando Sacy, Dioud e Nappon, estes dois últimos que saem no ano seguinte.

#### 2018
Ao final de 2017, a RED Canids fechou uma parceria com o Corinthians, passando então a se chamar RED Canids Corinthians, sofrendo alterações apenas em seu nome, permanecendo com o mesmo escudo. A parceria durou somente na primeira etapa do CBLOL de 2018, onde terminaram em terceiro lugar. Na segunda etapa, a equipe ocupa a última posição da tabela, onde é rebaixada diretamente para o Circuito Desafiante de 2019. No final do ano, realizaram a parceria com a Kalunga, passando a se chamar RED Canids Kalunga.

#### 2021
Após dois anos tentando voltar a elite brasileira do League of Legends, a equipe vence a segunda etapa do Circuito Desafiante de 2020, este que seria o último Circuito Desafiante e o único a não valer vaga para o CBLOL devido às mudanças de formato do campeonato para 2021 proposto antes pela Riot Games, onde a liga passaria a contar com equipes franquias ao invés de ter rebaixamentos e promoções. No entanto, a RED Canids Kalunga foi uma das equipes selecionadas pela Riot para participarem da liga.
Na primeira etapa de 2021, a equipe aposta em nomes da base para disputarem o campeonato, onde acabam sendo eliminados nas quartas de final. Já na segunda etapa, a organização mantém o mesmo elenco e quase ficam sem disputar os playoffs, porém, de maneira surpreendente, as jovens promessas passam eliminando todos os times favoritos à conquistarem a competição e a RED garante seu segundo título nacional, além da vaga no Campeonato Mundial de 2021. Naquele ano a equipe também recebeu seis prêmios na liga: TitaN como Melhor Atirador, JoJo como Melhor Suporte, Coelho como Melhor Técnico e Aegis como Melhor Caçador, Jogador do Ano e Jogador Revelação.

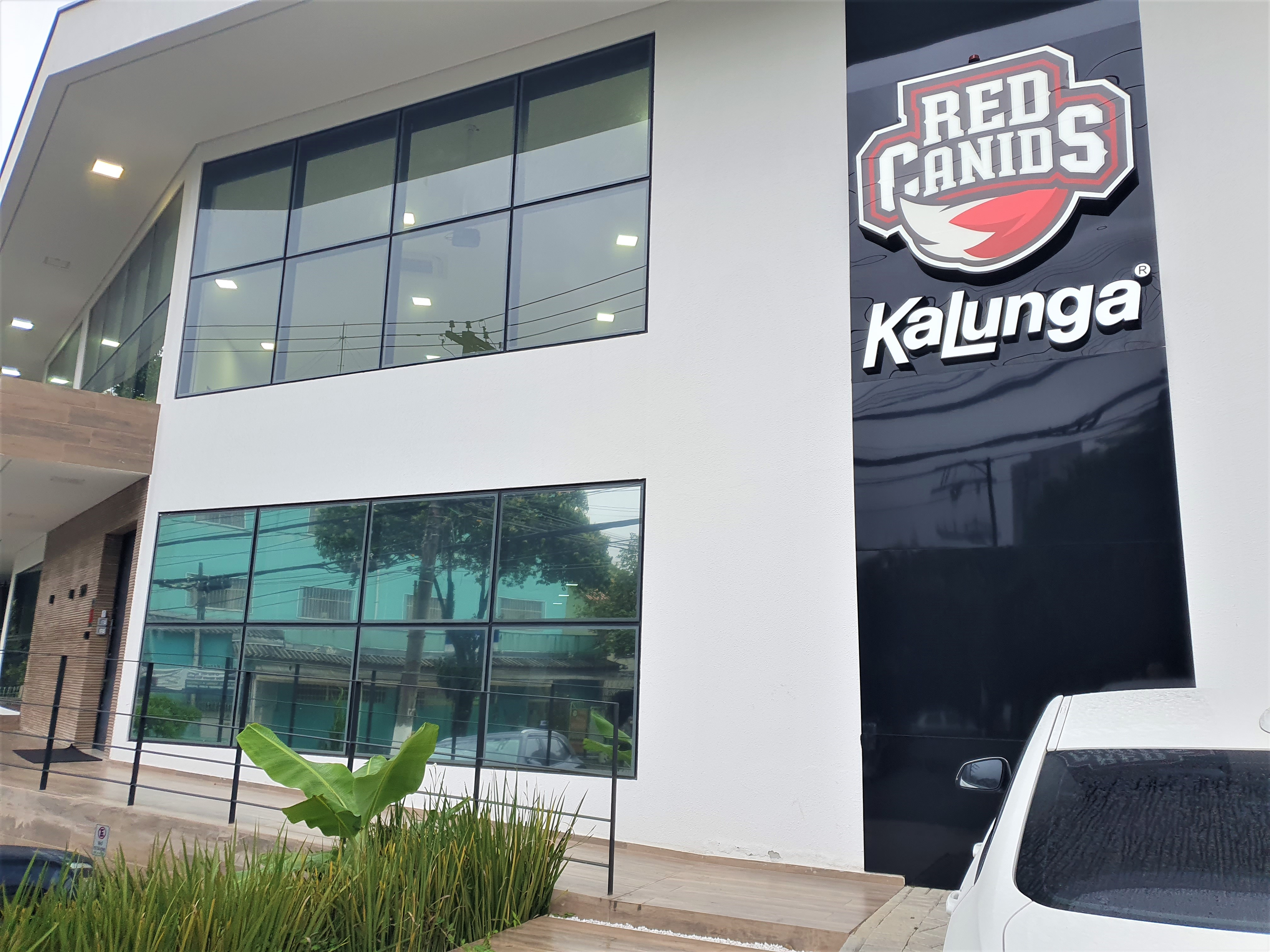
Centro de treinamento e sede da Red Canids Kalunga, em São Paulo

#### 2022
Já em 2022, a equipe continuou com seu elenco vindo como uma das favoritas a conquistar o CBLOL. Com a mudança no formato dos playoffs do CBLOL de 2022, a equipe caiu para a chave inferior das eliminatórias e depois, foi ganhando de todas as equipes até se consagrarem tricampeões nacionais e conquistarem a vaga para o Mid-Season Invitational de 2021. Esta foi a primeira vez na história que uma equipe vence dois CBLOL seguidos em anos diferentes. Já na segunda etapa, a equipe não conseguiu repetir o feito na chave inferior e foi eliminada pela FURIA.

### Títulos
- Campeonato Brasileiro de League of Legends (3): 2017-1, 2021-2 e 2022-1
- Rift Rivals LLN-CLS-CBLOL (1): 2017
- Circuito Desafiante (1): 2020-2